# Харка
Харка или хорка, возможно карха (у императора Константина VII — каркхас) — титул, использовавшийся венгерскими племенами в VIII — X веках. До образования государства Древневенгерской конфедерацией племён был третьим по достоинству после титулов великий князь и дьюла (главный военачальник). Согласно книге византийского императора Константина VII Багрянородного «De administrando imperio», хорка обладал судебной властью. Однако, по другим источникам титул хорка применялся к воинскому лидеру (такому, как Булчу), кто возглавлял венгерские племена в Битве на реке Лех. Точно известно, что в какой-то момент в 10 веке роли хорка и дьюла стали тождественными. Хорка имел власть в Западной Трансданубии, а дьюла — в Трансильвании на востоке. В поздних источниках титул встречается только в качестве личного имени персоналий.